# 軋空
軋空（英語：short squeeze），又稱逼空、空頭擠壓，是股市術語之一。主要因市場供求關係，而非公司基本面變化而發生。當做空者被迫平倉（清空頭寸）而不斷買入標的股票時，市場上出現股票的需求量遠超過市面流通量情況，因供應不足而導致價格陡升現象發生時，可能出現軋空。

## 具體解釋
做空是一種金融交易手法，做空者（又稱空方、空頭）向貸方借入股票後立即將其出售，期望以較低的價格購回股票並保留價差從而獲利，做空者最後必須購回股票歸還給貸方（且需要加上利息）。然而預測股票價格非常困難，意外利好的因素亦可能使得股票上漲，導致做空者出現虧損。在這種情況發生時，空方可能用比做空時更高的價格購回股票平倉，以防止股價進一步上漲使其虧損增加。
當一隻股票的做空比例過高時，軋空就有可能發生：股價受利好消息或意外事態發展而大漲時，大量空方平倉再加上多方（買方）買盤湧入的操作會急劇拉升股價，導致其他做空者出現被追加保證金或觸發停損位的情況，從而引發更多做空者平倉（或是被迫平倉），進一步推高股價。這種惡性循環可能導致股價井噴，進一步加劇軋空現象。
軋空也發生在小盤股或成交不活躍的股票上。股票流通量不足，且大多數持股者惜售時，也可能有軋空情況出現。
軋空的相反情況是軋多，比軋空更少出現。在期貨市場上亦有軋空現象發生

## 案例
2008年10月，由於保時捷試圖收購大众汽车，導致大众汽车股票出現短暫軋空現象，其在德國DAX指數上的股價在不足兩天的時間內從210.85歐元飆升至超過1,000歐元，一度成為世界市值最昂貴的公司。保時捷CEO溫德林·維德金因在事件中角色而被指控操縱市場。
2012年，美國證券交易委員會指控菲利普·法爾科內對MAAX控股發行的一系列高利率債券進行軋空。在得知有公司做空債券後，法爾科內購買了全部債券，並將債券借給做空者，且在交易員售出時買回。這使得法爾科內持有的債券數超過了MAAX發行的債券總數。此後法爾科內停止借出債券，使空方無法清算頭寸，引發債券價格暴漲。空方被迫直接聯繫法爾科內，以進行平倉。
2015年11月，馬丁·什克雷里對經營困難的生物技術公司KaloBios（KBIO）發動軋空，導致該公司股價在五個交易日內井噴10,000%。做空者曾認為KBIO公司「毫無疑問即將破產」。
2021年1月，發生遊戲驛站軋空事件。該事件由Reddit上的華爾街賭場討論版引發。這次軋空令遊戲驛站股價在2021年1月28日創出483美元的歷史高位。

## 外部連結
- What is a Squeeze Play? （页面存档备份，存于）
- "Porsche crashes into controversy in the ultimate 'short squeeze'" （页面存档备份，存于）